# Har Dalton
Har Dalton (hebreiska: הר דלתון) är ett berg i Israel.   Det ligger i distriktet Norra distriktet, i den norra delen av landet. Toppen på Har Dalton är 851 meter över havet.
Terrängen runt Har Dalton är huvudsakligen kuperad.Runt Har Dalton är det tätbefolkat, med 659 invånare per kvadratkilometer. Närmaste större samhälle är Safed, 6,6 km söder om Har Dalton. Trakten runt Har Dalton består till största delen av jordbruksmark.